# 農業部農糧署
農業部農糧署（簡稱農糧署），前身為台灣省政府糧食局及行政院農業委員會農糧署，為中華民國負責農糧相關業務的主管機關，隸屬中華民國農業部的附屬機關。

## 沿革

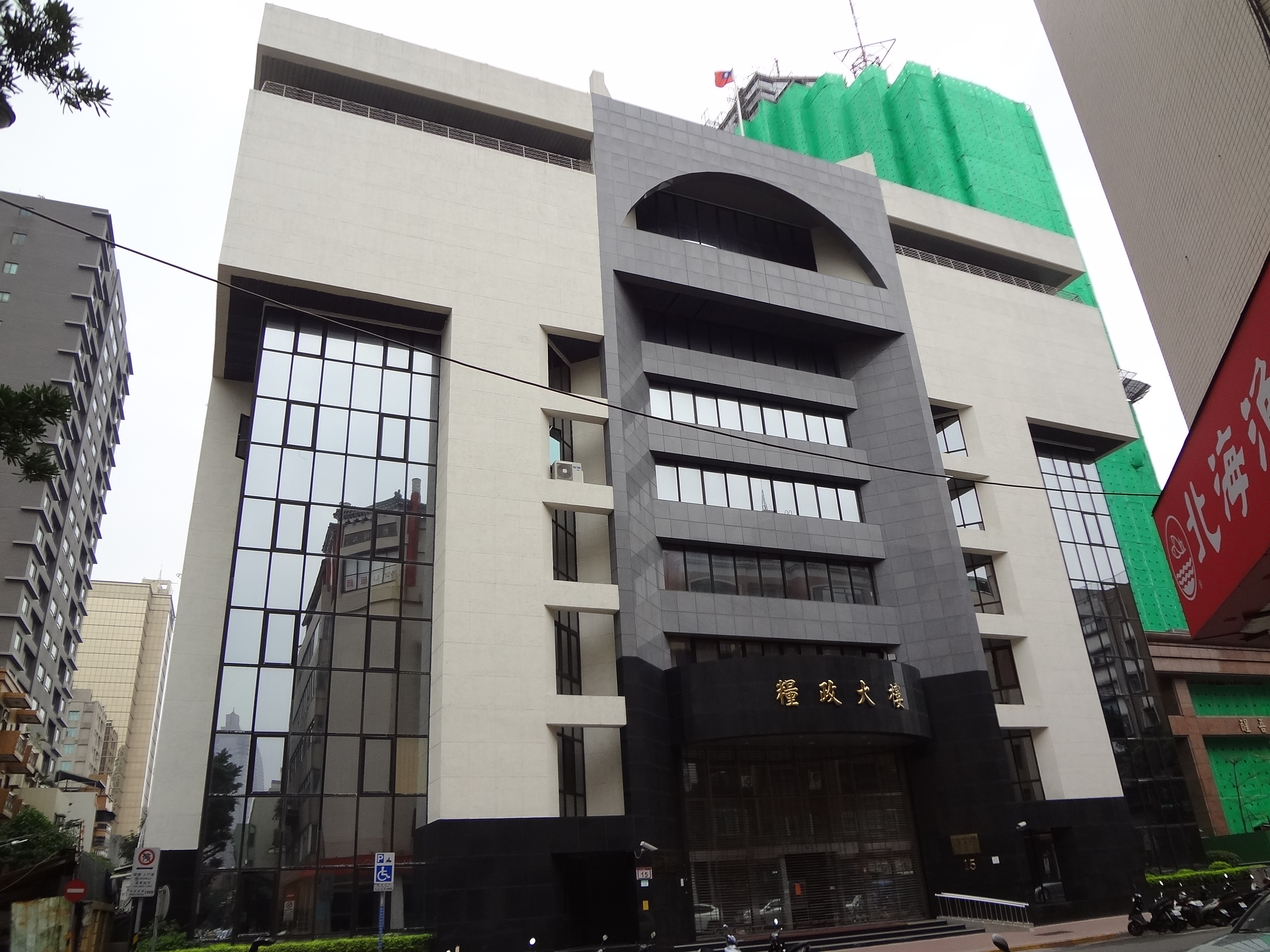
農糧署臺北辦公區所在地：糧政大樓

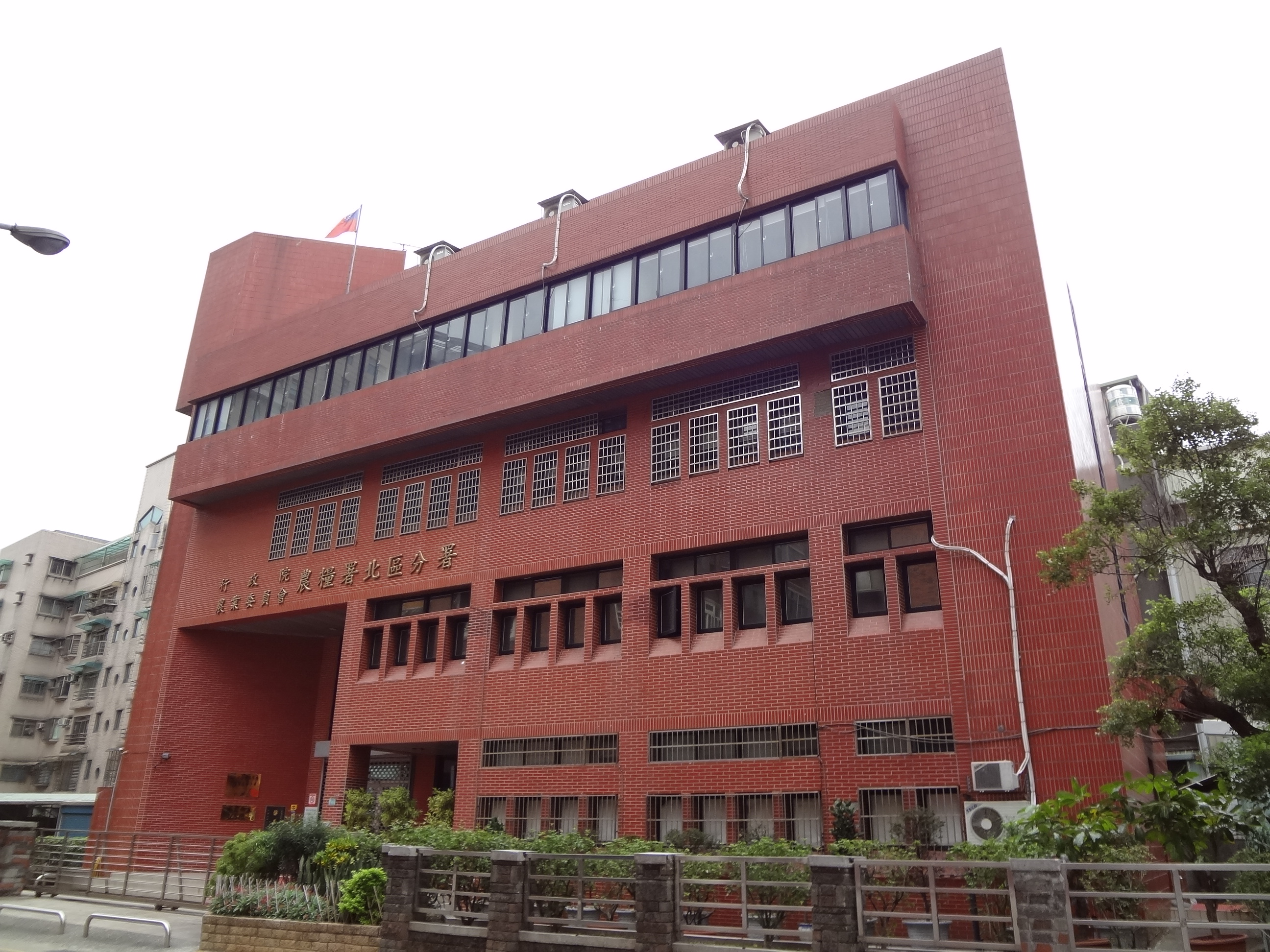
農糧署北區分署

- 1896年4月台灣日治時期之初，臺灣總督府即成立「臺灣總督府民政局殖產部」管理台灣農業糧食業務。
- 1901年，殖產部改組為「臺灣總督府民政部殖產局」。
- 1919年，殖產局改制為「臺灣總督府農務局食糧部」。
- 1940年4月抗戰時期，國民政府為調配軍糧民食，成立「糧食部」。
- 1945二戰後，臺灣總督府農務局食糧部改制為「臺灣省行政長官公署糧食局」。
- 1947年，臺灣省行政長官公署糧食局改為「臺灣省政府糧食局」。
- 1949年4月國共內戰後，國民政府遷台後不再設置糧食部。
- 1996年6月29日，臺灣省政府糧食局改為「臺灣省政府糧食處」。
- 1999年7月1日台灣省政府功能業務與組織調整，台灣省政府農林廳及糧食處裁併為「行政院農業委員會中部辦公室」、「行政院農業委員會第二辦公室」。
- 2004年1月30日，行政院農業委員會中部辦公室、行政院農業委員會第二辦公室與「行政院農業委員會農糧處」整併成立「行政院農業委員會農糧署」。
- 2011年4月13日，南投縣政府文化局將「行政院農業委員會農糧署（原臺灣省政府農林廳）」的省府建築，依《文化資產保存法》登錄為南投縣歷史建築。
- 2023年5月31日，制定公布農業部農糧署組織法[1]
- 2023年8月1日起隨農委會升格為農業部，更名為「農業部農糧署」。

## 歷任首長
臺灣省政府時期（局長→處長）
- 李連春：1947年—1970年7月16日[2]
- 施石青：1973年12月—1976年8月
- 李鳳鳴：1986年6—1990年3月
- 謝金汀：1990年7月—1993年6月
- 林學正：1993年6月—1996年8月
- 杜金池：1996年8月—1999年3月

行政院農業部門時期（農委會→農業部署長）
| 任別                        | 姓名                        | 就職時間                    | 卸任時間                    |
| 行政院農業委員會農糧署 署長 | 行政院農業委員會農糧署 署長 | 行政院農業委員會農糧署 署長 | 行政院農業委員會農糧署 署長 |
| --------------------------- | --------------------------- | --------------------------- | --------------------------- |
| 1                           | 黃有才                      | 2004年1月30日               | 2008年5月20日               |
| 2                           | 陳文德                      | 2008年5月20日               | 2011年6月17日               |
| 3                           | 李蒼郎                      | 2011年6月17日               | 2016年6月2日                |
| 4                           | 陳建斌                      | 2016年6月2日                | 2018年7月16日               |
| 5                           | 胡忠一                      | 2018年7月16日               | 2023年7月31日               |
| 農業部農糧署 署長           |                             |                             |                             |
| 1                           | 胡忠一                      | 2023年8月1日                | 2024年1月16日               |
| 代理                        | 蘇茂祥                      | 2024年1月17日               | 2024年7月1日                |
| 2                           | 姚士源                      | 2024年7月1日                | 現任                        |

## 組織
- 署長一人，職務列簡任第十三職等
  - 副署長二人，職務列簡任第十二職等
    - 主任秘書，職務列簡任第十一職等

### 內部部門
- 企劃組
- 果樹及花卉產業組
- 蔬菜及種苗產業組
- 稻作產業組
- 雜糧特作組
- 農業資源組
- 秘書室
- 人事室
- 會計室
- 統計室
- 政風室

### 分署
- 北區分署：設於桃園市桃園區，轄臺北市、新北市、基隆市、桃園市、新竹市、新竹縣、苗栗縣、金門縣及連江縣
- 中區分署：設於彰化縣員林市，轄臺中市、彰化縣、南投縣及雲林縣
- 南區分署：設於臺南市東區，轄嘉義市、嘉義縣、臺南市、高雄市、屏東縣及澎湖縣
- 東區分署：設於花蓮縣花蓮市，轄宜蘭縣、花蓮縣、臺東縣

## 外部連結
- 農業部農糧署_（繁體中文）（英文）
- 鮮享農YA - 農糧署的Facebook專頁
- 農業部 農糧署在Flickr上的页面
- YouTube上的農糧署官方頻道頻道